# Pseudomallada melanopis
Pseudomallada melanopis is een insect uit de familie van de gaasvliegen (Chrysopidae), die tot de orde netvleugeligen (Neuroptera) behoort. 
Pseudomallada melanopis is voor het eerst wetenschappelijk beschreven door Navás in 1914. Het taxon geldt echter als een nomen dubium.